# Mbarara United Football Club
Le Mbarara United Football Club était un club de  football ougandais situé à Mbarara, District de Mbarara dans l'Ouest de l'Ouganda.

## Histoire
Mbarara United est l'une des 8 équipes qui participent à la première saison du championnat d'Ouganda en 1968-1969, la ligue étant le précurseur de l'Ugandan Super League. Le club évolue neuf saisons en première division sur une période de 40 ans.
Le club joue la dernière fois dans l'Ugandan Super League jusqu'à la saison 2008-09, et termine en 14e position avec 35 points. La saison suivante, en 2009-10 , il rejoint l'Ugandan Big League et déclare forfait en fin de saison. Le club sera remplacé par le Mbarara City FC créé en 2010. 
Mbarara United est financé par des membres du club et le Conseil municipal de la ville de Mbarara. Comme Mbarara est situé près de la frontière sud-ouest du pays, il n'est pas surprenant que, naturalisés Congolais parfois, les joueurs dominent leur première équipe.